# Liste de cratères d'impact
Cet article recense les cratères d'impact sur différents corps du Système solaire.

## Liste
Plusieurs objets du Système solaire — planètes, satellites naturels, astéroïdes — ont été observés de suffisamment près pour que différents cratères d'impact aient été identifiés à leurs surfaces. Ces cratères peuvent éventuellement porter un nom. La nomenclature est réalisée par l'Union astronomique internationale ; en général, les cratères d'un même objet sont nommés suivant un thème particulier.
La liste suivante recense les objets qui possèdent au moins un cratère d'impact nommé, le nombre de ces cratères ainsi que le thème de leur nomenclature :
- Mercure : 410 cratères[2], artistes ;
- Vénus : 900 cratères[3] :
  - Cratères de plus de 20 km : femmes ayant contribué de façon exceptionnelle ou fondamentale dans leur domaine,
  - Cratères de moins de 20 km : prénoms féminins ;

- Système Terre-Lune :
  - Terre : voir la liste de cratères d'impact sur Terre,
  - Lune : 1627 cratères[4], scientifiques, explorateurs polaires, astronautes et cosmonautes. Du fait du nombre de cratères, la liste est subdivisée en plusieurs sous-listes suivant l'initiale du cratère :
    - A-B,
    - C-F,
    - G-K,
    - L-N,
    - O-Q,
    - R-S,
    - T-Z ;

- Système martien :
  - Mars : 1135 cratères[5] :
    - Grands cratères (environ 60 km ou plus) : scientifiques ou écrivains liés à Mars,
    - Petits cratères : villes ou villages d'au plus 100 000 habitants ;

  - Déimos : 2 cratères[6], auteurs ayant écrit à propos des satellites de Mars,
  - Phobos : 17 cratères[7], scientifiques impliqués dans l'étude des satellites de Mars, lieux et personnages des Voyages de Gulliver de Jonathan Swift ;

- astéroïdes :
  - Dactyle : 2 cratères[8], Dactyles,
  - (433) Éros : 37 cratères[9], noms mythiques et légendaires liés à l'amour,
  - (951) Gaspra : 31 cratères[10], spas,
  - (243) Ida : 21 cratères[11], cavernes et grottes,
  - (25143) Itokawa : 10 cratères[12], lieux associés à l'astronautique et aux sciences planétaires,
  - (21) Lutèce : 19 cratères[13], villes de l'Empire romain et des zones européennes adjacentes à l'époque de Lutèce (-52 - 360),
  - (253) Mathilde : 23 cratères[14], bassins miniers,
  - (2867) Šteins : 23 cratères[15], gemmes,
  - (4) Vesta : 42 cratères[16], noms associés à la déesse Vesta, femmes romaines ;

- Système jovien :
  - Amalthée : 2 cratères[17], mythe d'Amalthée,
  - Callisto : 141 cratères[18], mythes des cultures du Grand Nord,
  - Europe : 41 cratères[19], divinités et héros celtes,
  - Ganymède : 129 cratères[20], divinités et héros du Croissant fertile,
  - Thébé : 1 cratère[21], mythe de Thébé ;

- Système saturnien :
  - Dioné : 73 cratères[22], Énéide de Virgile,
  - Encelade : 53 cratères[23], Les Mille et Une Nuits,
  - Épiméthée : 2 cratères[24], mythe de Castor et Pollux,
  - Hypérion : 4 cratères[25], divinités solaires et lunaires,
  - Janus : 4 cratères[26], mythe de Castor et Pollux,
  - Japet : 57 cratères[27], La Chanson de Roland,
  - Mimas : 35 cratères[28], Le Morte d'Arthur de Thomas Malory,
  - Phœbé : 24 cratères[29], mythe de Phœbé, personnages des Argonautiques d'Apollonios de Rhodes,
  - Rhéa : 128 cratères[30], mythes de la création,
  - Téthys : 50 cratères[31], Odyssée d'Homère,
  - Titan : 8 cratères[32],  divinités de la sagesse ;

- Système uranien :
  - Ariel : 17 cratères[33], esprits bienfaisants,
  - Miranda : 7 cratères[34], lieux et personnages des pièces de William Shakespeare,
  - Obéron : 9 cratères[35], lieux et héros tragiques de Shakespeare,
  - Puck : 3 cratères[36], esprits malicieux,
  - Titania : 15 cratères[37], lieux et personnages féminins de Shakespeare,
  - Umbriel : 13 cratères[38], esprits malfaisants ;

- Système neptunien :
  - Protée : 1 cratère[39], esprits et divinités liés à l'eau (hors panthéons grec et romain),
  - Triton : 9 cratères[40], noms aquatiques (hors panthéons grec et romain).